# Зогај
Зогај (алб. Zogaj) је насељено место у општини Тропоја у округу Кукеш, Албанија. Према попису из 1989. године било је 345 становника.
Зогај су једно од насеља племена Битићи.